# 0-4-4T

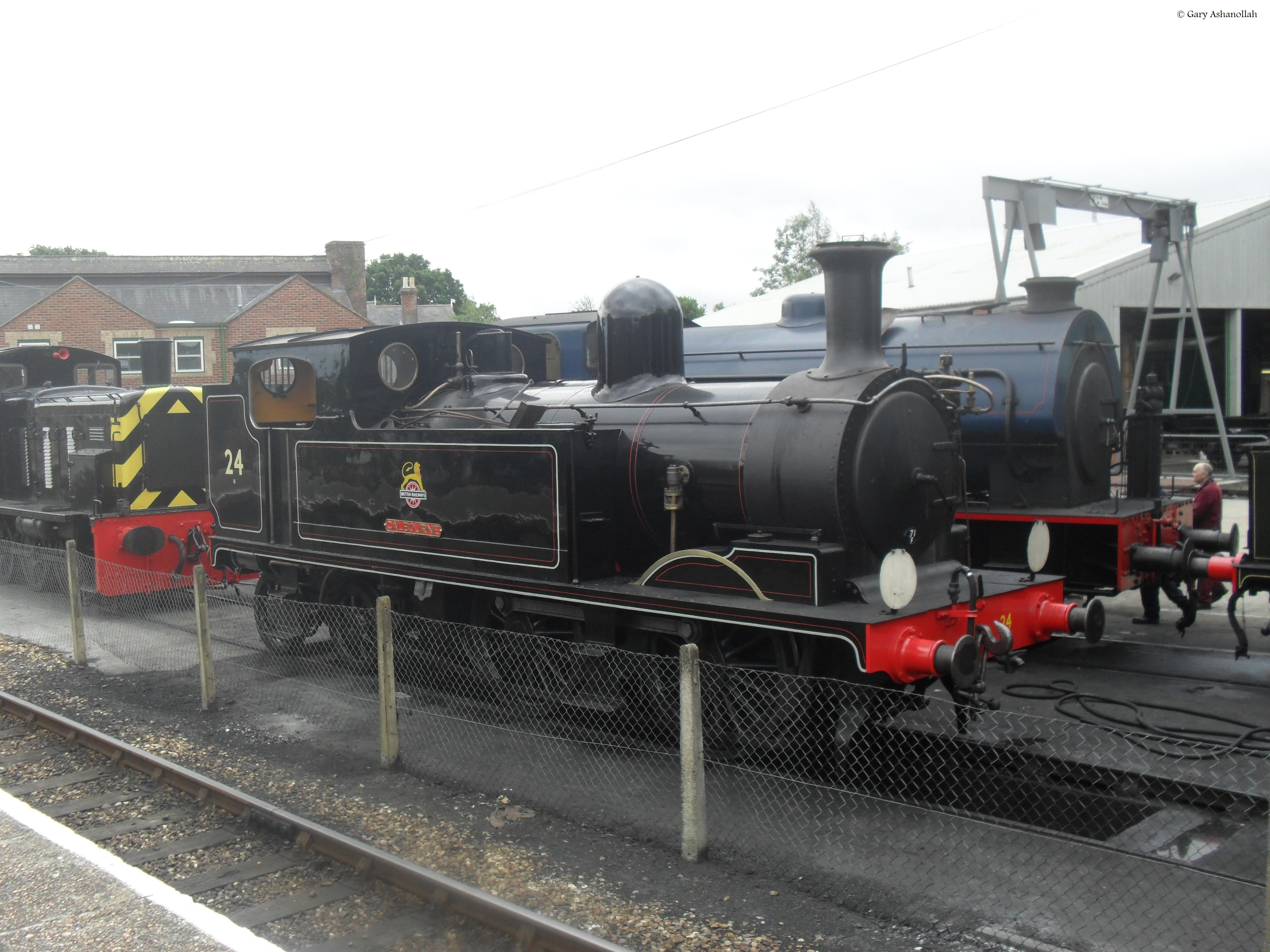
LSWR británico O2 clase 0-4-4T

Según la notación Whyte para la clasificación de locomotoras de vapor, 0-4-4 representa la disposición de las ruedas sin ruedas motrices, cuatro ruedas motrices y acopladas en dos ejes y cuatro ruedas traseras en dos ejes. Este tipo sólo se utilizaba para locomotoras cisterna .
En el Reino Unido, los tanques 0-4-4 se utilizaron principalmente para tareas de pasajeros suburbanas o rurales. En Estados Unidos, la disposición de las ruedas se conoció como Forney, después de que un diseño específico de 0-4-4, la locomotora Forney, se utilizara mucho en las curvas estrechas de los ferrocarriles elevados y otras líneas de tránsito rápido.

## Clasificaciones equivalentes
Otras clasificaciones equivalentes son:
- Clasificación UIC : B2 (también conocida como clasificación alemana y clasificación italiana )
- Clasificación francesa : 022
- Clasificación turca : 24
- Clasificación suiza : 2/4
- Clasificación rusa : 0-2-2

## Historia

### Finlandia

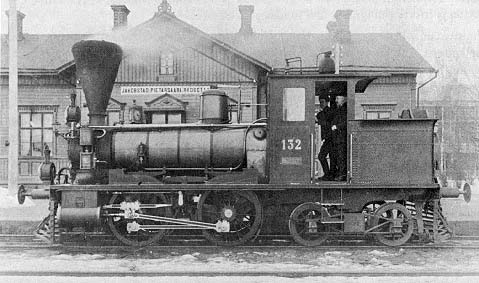
Esta locomotora Forney fue fabricado por SLM, Winterthur, Suiza en 1886, y se utilizó en los ferrocarriles estatales finlandeses en 1886-1932.

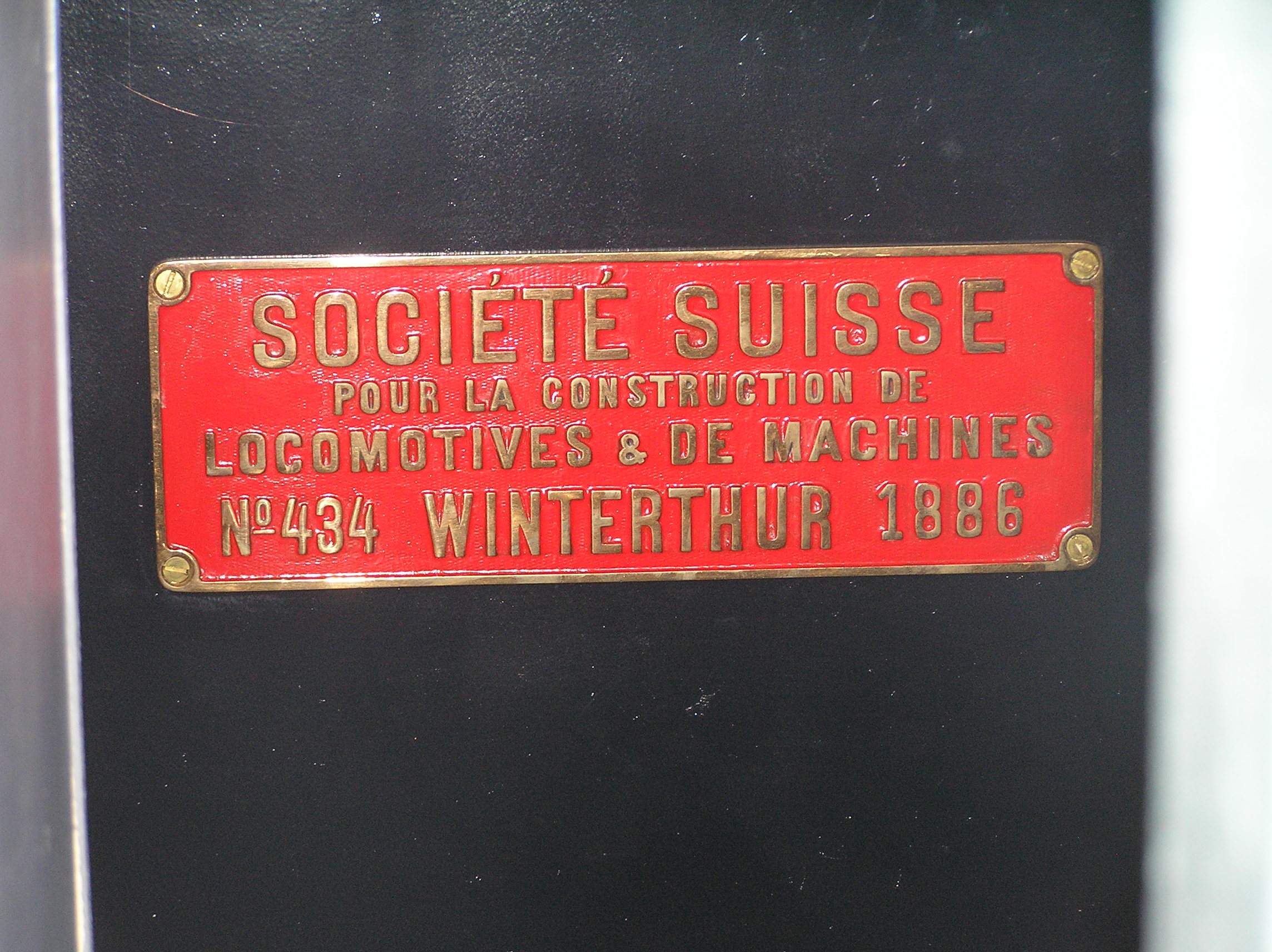
Placa de construcción de la locomotora Swiss Locomotive and Machine Works No 434 of 1886 0-4-4T en el Museo de Ferrocarril de Finlandia.

La locomotora de vapor finlandesa F1 entró en servicio con SVR en 1885 y se utilizó hasta 1935. Un ejemplo se conserva en el Museo del Ferrocarril de Finlandia.

### Reino Unido
En el Reino Unido, los primeros 0-4-4 eran tanques de pozo . Tanto John Chester Craven del London Brighton and South Coast Railway como James Cudworth del South Eastern Railway (Reino Unido) introdujeron las clases en 1866.  Les siguieron Matthew Kirtley en Midland Railway ( clase 690 y clase 780, 26 locomotoras construidas entre 1869 y 1870) y Patrick Stirling en Great Northern Railway (48 locomotoras construidas entre 1873 y 1881).  La versión más común con tanque lateral fue introducida en el Great Eastern Railway por Samuel Waite Johnson en 1872, y poco después fue adoptada por la mayoría de los ferrocarriles principales del Reino Unido, y se convirtió en la configuración estándar para una locomotora cisterna de pasajeros hasta aproximadamente 1900. Los ejemplos han incluido la clase LSWR O2, la clase Midland Railway 2228, la clase LSWR M7 y la clase Caledonian Railway 439 . El último diseño británico de 0-4-4T fue el LMS Stanier 0-4-4T de 1932 que se basó en la Clase 2228 de Midland Railway . Las locomotoras 0-4-4T conservadas en el Reino Unido son SECR H clase No. 263 en Bluebell Railway, LSWR O2 clase No.W24 'Calbourne' en Isle of Wight Steam Railway, LSWR M7 No. 245 en el Museo Nacional del Ferrocarril y 53 (como BR 30053) en Swanage Railway, Metropolitan Railway E Class No.1 en Buckinghamshire Railway Centre, CR No.419 de la Scottish Railway Preservation Society y el 'Dunrobin' del duque de Sutherland, que fue traído de Canadá por Beamish. Museo . Class G5 Locomotive Company Limited   está recreando una réplica de NER Clase O (LNER clase G5).

### Estados Unidos

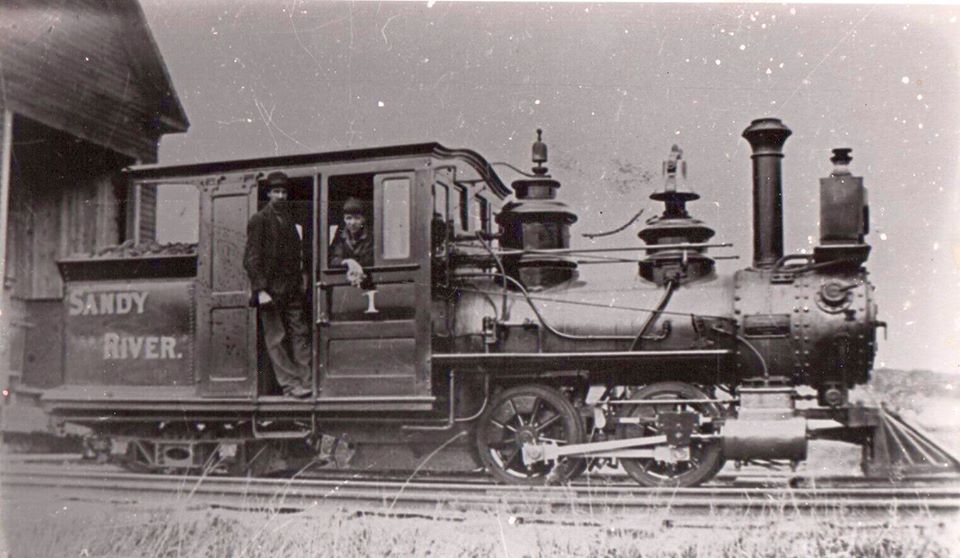
Locomotora Forney de ferrocarril Sandy River 1

La configuración 0-4-4 parece haber sido introducida en EE. UU., con la locomotora Forney, fue patentada por Matthias N. Forney entre 1861 y 1864. Estos se caracterizaban por un bastidor único debajo de la caldera y el tanque de combustible/agua, que estaba sostenido en la parte trasera por el camión debajo del depósito de carbón /agua. Las locomotoras fueron diseñadas para funcionar primero con cabina (o búnker) y fueron construidas para líneas de cercanías en ciudades como Nueva York, Chicago y Boston.